# تامپسون (ویسکانسین)
تامپسون (به انگلیسی: Thompson) یک منطقهٔ مسکونی در ایالات متحده آمریکا است که در ویسکانسین واقع شده‌است. تامپسون ۳۱۳٫۰۳ متر بالاتر از سطح دریا قرار دارد.